# Nicklas Danielsson
Kjell Lars Nicklas Lööf Danielsson (* 7. Dezember 1984 in Uppsala) ist ein schwedischer Eishockeyspieler, der seit 2018 erneut bei der Brynäs IF in der Svenska Hockeyligan unter Vertrag steht. Bei der Weltmeisterschaft 2013 gewann er mit der schwedischen Nationalmannschaft den Weltmeistertitel.

## Karriere
Danielsson begann seine Karriere als Eishockeyspieler in der Jugendmannschaft des Almtuna IS, bevor er zum Västerås IK Ungdom wechselte. Für den Verein, der nach dem Konkurs im Jahr 2000 in der dritten schwedischen Liga antreten musste, gab er im Alter von 16 Jahren sein Debüt in der Division 2 und erzielte als jüngster Spieler seiner Mannschaft acht Punkte in 13 Einsätzen. Anschließend wechselte er zu Brynäs IF in die J20 SuperElit und gab in der Saison 2003/03 sein Debüt in der Elitserien, der höchsten schwedischen Spielklasse.
Im NHL Entry Draft 2003 wurde Danielsson in der fünften Runde an insgesamt 160. Position von den Vancouver Canucks ausgewählt. Er verblieb allerdings in Schweden und schaffte in der folgenden Saison den dauerhaften Sprung in den Kader von Brynäs, wo er im Laufe der Spielzeit sechs Tore erzielte. Nachdem er seine Punktausbeute in der Saison 2004/05 nicht verbessern konnte und in 30 Einsätzen nur eine Torvorlage gab, wurde Danielsson an seinen Jugendverein Almtuna IS in die Allsvenskan abgegeben, wo er in der folgenden Spielzeit zweitbester Scorer der Mannschaft hinter Marcus Ragnarsson wurde. Zur Saison 2006/07 nahm ihn anschließend Djurgårdens IF unter Vertrag, wo sich Danielsson einen Platz im Elitserien-Kader erspielen konnte. 2010 zog er mit seiner Mannschaft in die Finalserie um die schwedische Meisterschaft ein.

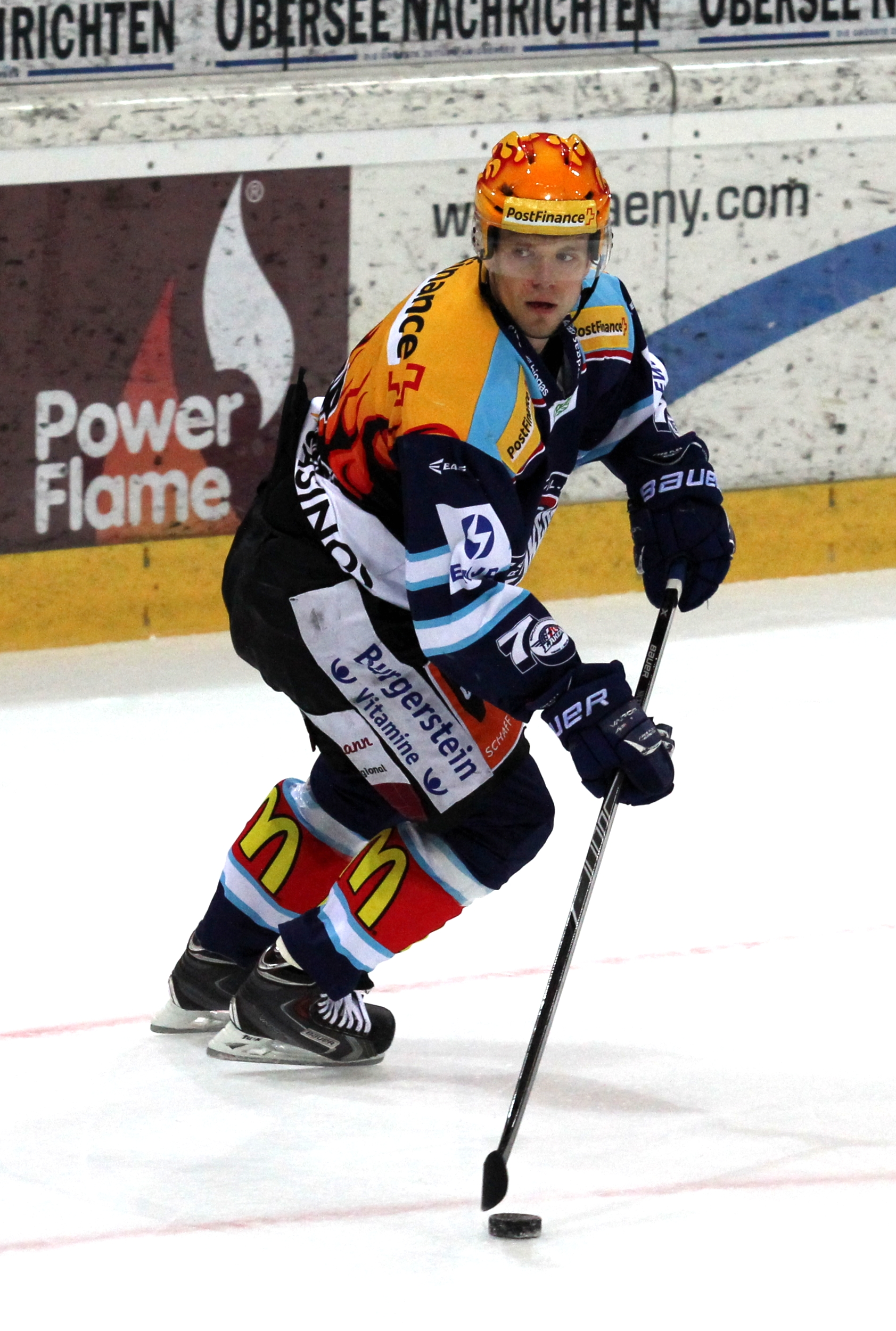
Nicklas Danielsson im Topscorer-Jersey der Rapperswil-Jona Lakers

Nach vier Jahren in Djurgården wechselte Nicklas Danielsson anschließend zum Ligakonkurrenten MODO Hockey, wo er in der Saison 2011/12 mit einem persönlichen Bestwert von 52 Punkten Topscorer seiner Mannschaft war. Zudem verzeichnete er die beste Plus/Minus-Bilanz der Liga und belegte den insgesamt dritten Platz der Scorerwertung. Zur folgenden Saison unterzeichnete er einen Vertrag mit dem SC Bern, kam allerdings nach der Verpflichtung von John Tavares für die Dauer des Lockout in der National Hockey League 2013 nicht mehr für den Verein zum Einsatz. Im Dezember 2013 löste er daher seinen Vertrag auf und wechselte zum HC Lev Prag in die Kontinentale Hockey-Liga. Dort gelangen ihm in den verbleibenden 16 Saisonspiele 14 Scorerpunkte.
Nach Beginn der Saison 2013/14 wurde sein Vertrag in Prag ausgelöst und der Stürmer schloss sich den Rapperswil-Jona Lakers aus der National League A an. Nach dem Abstieg der Lakers im Frühjahr 2015 verließ Danielsson den Club und wechselte zum Lausanne HC, wo er bis 2018 unter Vertrag stand. Anschließend kehrte er zur Brynäs IF zurück.

### International
Danielsson vertritt Schweden seit 2001 bei Länderspielen. Sein erstes internationales Turnier bestritt er bei der U20-Junioren-Weltmeisterschaft 2004, wo er mit der Mannschaft den siebten Platz belegte. Bei der Weltmeisterschaft 2013 gewann er mit der schwedischen Herren-Mannschaft die Goldmedaille.

## Erfolge und Auszeichnungen
- 2013 Goldmedaille bei der Weltmeisterschaft
- 2014 Bronzemedaille bei der Weltmeisterschaft

## Statistik
(Stand: Ende der Saison 2013/14)